# Erasme Raway
Erasme Thomas Laurent Raway (Luik, 2 juni 1850 – Brussel, 1918) was een Belgisch componist.
Hij was zoon van Jean Jospeh Raway en Jeanne Elisabeth Thyssen. Hijzelf was getrouwd met Jeanne Alix Pregaldino (scheiding) en Francoise Lambertine Mathilde Lempereur.
Hij kreeg zijn opleiding aan het seminarie Saint-Roch te Ferrières nabij Luik, werd er priester en doctor in de godsgeleerdheid. Hij werd vervolgens docent aan het seminarie van Sint-Truiden. Op latere leeftijd trok hij zich terug in zijn geboortestad en weer later in Brussel. Vanaf dan was hij meest bezig met muziek en componeren. Hij schreef in eerste instantie voornamelijk kerkmuziek, maar later volgden ook werken in seculaire genres zoals Scenes hindoues, Symphonie libre, Ode symphonique en een Scherzo-musicales. Bekend werk was enige tijd het Drama lyrique Freya (met La fete romaine) uit 1899 op tekst van Elisée Harroy, dat deels in Brussel enigszins teleurstellend in concertvorm (er hoorde toneel bij) werd uitgevoerd onder leiding van Eugène Ysaÿe. Ook zijn er enkele liederen van hem bekend.
Het Koninklijk Conservatorium Luik heeft een aantal van zijn werken in beheer, maar zijn oeuvre is desondanks grotendeels vergeten.